# Gusztáv elidegenedik
A Gusztáv elidegenedik a Gusztáv című rajzfilmsorozat negyedik évadának huszonkettedik epizódja.

## Rövid tartalom
Gusztáv ki akar törni elgépiesedett környezetéből, leissza magát és felcsap csőlakónak. A kijózanodás után borzadva látja, hogy a csőlakók népes tábora is uniformizálódott.

## Alkotók
- Rendezte: Jankovics Marcell, Sz. Szilágyi Ildikó
- Írta: Várnai György
- Dramaturg: Lehel Judit
- Zenéjét szerezte: Pethő Zsolt
- Operatőr: Neményi Mária
- Kamera: Székely Ida
- Hangmérnök: Bársony Péter
- Vágó: Czipauer János
- Tervezte: Sz. Szilágyi Ildikó
- Háttér és képterv: Szoboszlay Péter
- Rajzolták: Gyarmathy László, Pichler Gábor
- Színes technika: Kun Irén
- Gyártásvezető: Marsovszky Emőke
- Produkció vezető: Imre István

A Magyar Televízió megbízásából a Pannónia Filmstúdió készítette.